# Peter Pavlovič
Peter Pavlovič (* 11. července 1951) je bývalý slovenský fotbalista, obránce. Po skončení aktivní kariéry působí jako fotbalový funkcionář.

## Fotbalová kariéra
V československé lize hrál za ZŤS Petržalka. V československé lize nastoupil v 51 utkáních a dal 2 góly.

## Ligová bilance
| Ročník                                   | Zápasy | Góly | Klub          |
| ---------------------------------------- | ------ | ---- | ------------- |
| 1. československá fotbalová liga 1981/82 | 28     | 2    | ZŤS Petržalka |
| 1. československá fotbalová liga 1984/85 | 23     | 0    | ZŤS Petržalka |
| CELKEM                                   | 51     | 2    |               |